# 陈庆华 (1921年)
陈庆华（1921年—1984年），男，浙江鄞县人，中国中国近现代史学家，曾任北京大学教授、博士生导师。